# جبل كاديلاك
جبل كاديلاك هو جبل يقع على جزيرة جبل الصحراء، ضمن حديقة أكاديا الوطنية، في ولاية مين، في الولايات المتحدة. يبلُغ ارتفاعهُ 1530 قدمًا (466 مترًا)، وتعد قمة هذا الجبل هي أعلى نقطة في مقاطعة هانكوك والأعلى داخلها حيث تبلغ 25 ميل (40 كـم) من الشاطئ الأطلسي لقارة أمريكا الشمالية بين مرتفعات كيب بريتون، نوفا سكوشا والقمم الأخرى في المكسيك.

## التاريخ

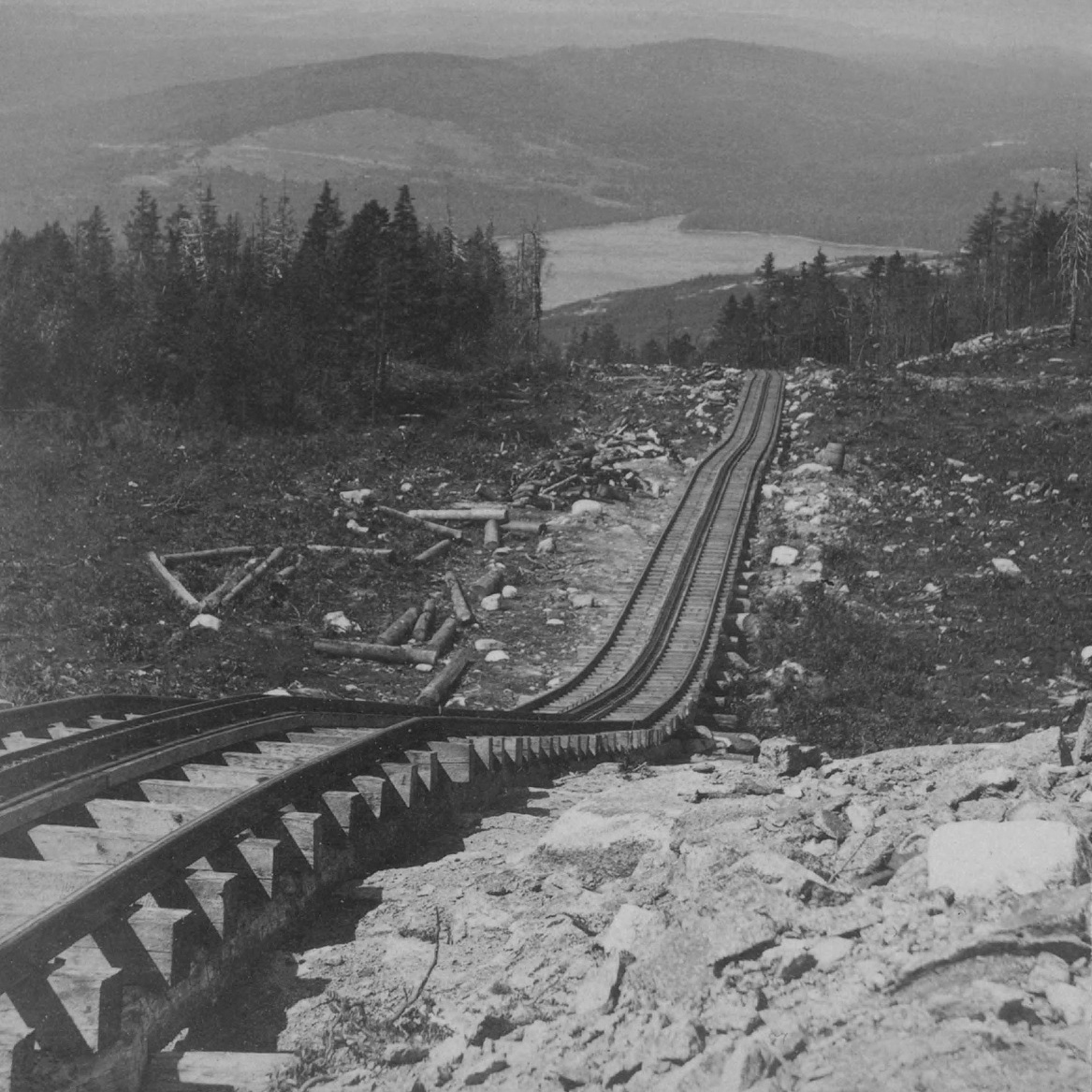
سكة حديد الجبل الأخضر

قبل إعادة تسميته بهذا الاسم في عام 1918، كان هذا الجبل يسمى الجبل الأخضر. وبعد ذلك تمت تسميته الاسم الجديد تكريمًا لمكتشفهُ المغامر الفرنسي أنطوان دي لا موث كاديلاك. في عام 1688، طلب المكتشف من حاكم فرنسا الجديدة قطعة أرض في منطقة تعرف باسم دوناكويك والتي شملت جزءا من نهر دوناكيك (الذي يُعرف الآن نهر الاتحاد) وجزيرة جبل الصحراء في ولاية مين الأمريكية الحالية واستلمها منهُ.
من عام 1883 وحتى 1893 كانت سكة حديد الجبل الأخضر تتجه إلى القمة لأخذ الزوار إلى فندق الجبل الأخضر. علمًا أنَّ هذا الفندق قد احترق في عام 1895 وتم إيقاف القطار ونقله إلى سكة حديد جبل واشنطن في نيو هامبشاير.

## لمحة عامة

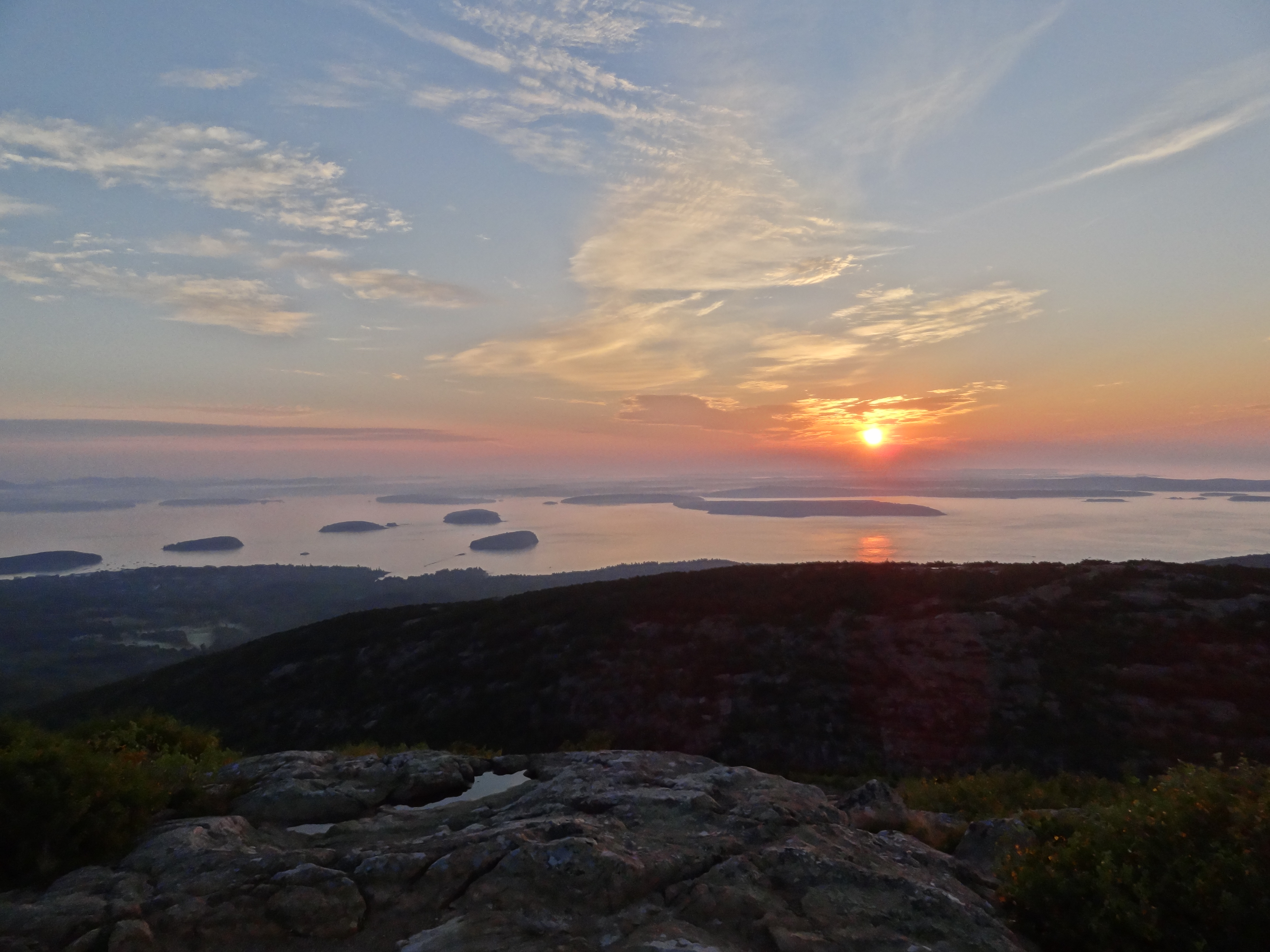
شروق الشمس من القمة

يمكن الوصول إلى الجبل خلال المشي لمسافات طويلة والوصول إلى طريق طريق معبدة تؤدي إلى قمة جبل كاديلاك. يعد الذهاب إلى القمة لمشاهدة شروق الشمس الأول في الولايات المتحدة ويُعتبر كذلك نشاطًا شائعًا؛ ومع ذلك، فإن الجبل يشهد شروق الشمس الأول فقط من 7 أكتوبر حتى 6 مارس.

تشرق الشمس أولا عند ويست كودي هيد في لوبيك، مين. خلال الفترة المتبقية من الربيع وطوال الصيف، وتشرق أولا تحديدًا من مارس هيل على مساحة 150 ميل (240 كـم) إلى الشمال الشرقي.